# Tyrannochthonius pupukeanus
Tyrannochthonius pupukeanus är en spindeldjursart som beskrevs av William B. Muchmore 1983. Tyrannochthonius pupukeanus ingår i släktet Tyrannochthonius och familjen käkklokrypare. Inga underarter finns listade i Catalogue of Life.